# Pigí (ort i Grekland, Thessalien)
Pigí är en ort i Grekland.   Den ligger i prefekturen Trikala och regionen Thessalien, i den centrala delen av landet, 240 km nordväst om huvudstaden Aten. Pigí ligger 129 meter över havet och antalet invånare är 1 158.
Terrängen runt Pigí är platt åt nordost, men åt sydväst är den kuperad. Runt Pigí är det ganska glesbefolkat, med 42 invånare per kvadratkilometer. Närmaste större samhälle är Trikala, 7,6 km nordost om Pigí. Trakten runt Pigí består till största delen av jordbruksmark.